# Ivielum sibiricum
Ivielum sibiricum là một loài nhện trong họ Linyphiidae. Chúng được Kirill Yuryevich Eskov miêu tả năm 1988.